# 태틀테일
《태틀테일》(영어: Tattletail)은 웨이게터 일렉트로닉스가 개발한 비디오 게임이다. 플레이어는 마마 태틀테일이 쫓는 것을 회피하면서 버추얼펫 장난감 베이비 토킹 태틀테일을 돌보아야 한다. 이 게임은 2016년 12월 28일 스팀을 통해 출시되었다.
게임 풀 릴리스 이후 어느 시점에 2개의 업데이트가 출시되었다.